# Kitenska reka
Kitenska reka (bulgariska: Китенска река) är ett vattendrag i Bulgarien.   Det ligger i regionen Burgas, i den östra delen av landet, 400 km öster om huvudstaden Sofia.
Runt Kitenska reka är det glesbefolkat, med 19 invånare per kvadratkilometer.